# Aparición de Jon Stewart en Crossfire

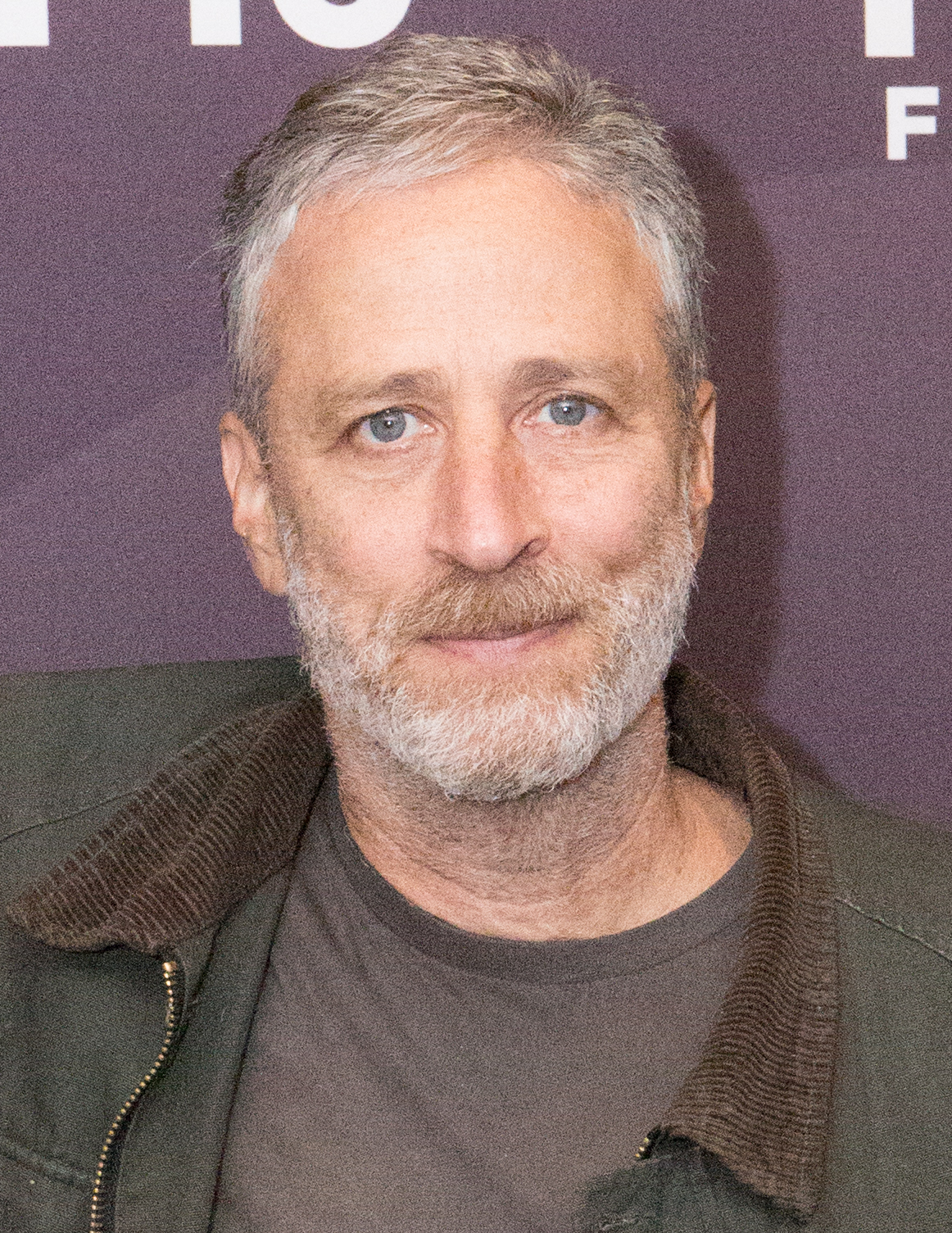
Jon Stewart en 2016, doce años después de aparecer en Crossfire.

El 15 de octubre de 2004, el comediante estadounidense Jon Stewart apareció en Crossfire de CNN, presentado por los comentaristas de los medios Tucker Carlson y Paul Begala. The Daily Show, un programa de entrevistas satírico presentado por Stewart, había publicado America (The Book): A Citizen's Guide to Democracy Inaction a principios de ese año; en teoría, la aparición de Stewart en Crossfire, un programa que presentaba un debate entre personalidades de derecha e izquierda, tenía la intención de impulsar las ventas del libro. En cambio, Stewart criticó duramente a Crossfire en el aire; como él lo vio, el programa carecía de matices y, en cambio, era una salida para la piratería partidista. Ambos presentadores rechazaron las críticas de Stewart, pero Carlson en particular tuvo intercambios más personales con él, y los dos se insultaron en el aire mientras Begala intentaba encauzar el programa. Después del segmento, Stewart fue detrás del escenario con Begala para continuar la conversación de una manera más tranquila.
La cinta y la transcripción del segmento se difundieron ampliamente, impactando a los tres hombres involucrados. Tres meses después de la aparición, Crossfire fue cancelado y Carlson fue despedido; comentaristas difieren en cuanto a cuán impactante fue en realidad, pero en general están de acuerdo en que Stewart fue al menos parte de la razón. El incidente siguió a Carlson en los años siguientes de su carrera, y algunos en la prensa especularon que la humillación del incidente lo motivó a ascender a la prominencia en las noticias por cable. Stewart encontró éxito tras el incidente: los observadores, incluido el presidente de CNN, críticos en la prensa y progresistas en Internet, estuvieron de acuerdo en gran medida con sus puntos, lo que elevó significativamente su estatus y perfil en la esfera política estadounidense. El papel de Begala en el incidente fue en gran medida dejado de lado, aunque él ha reflejado positivamente en Stewart. Stewart expresó su pesar por el segmento, pero continuó intercambiando insultos con Carlson en los años posteriores.

## Apariencia
El productor ejecutivo de The Daily Show, Steve Bodow, le dijo más tarde a The New York Times que los eventos del segmento no fueron planeados. Sin embargo, el coproductor ejecutivo Ben Karlin dijo en el mismo artículo que él y Stewart habían discutido, en el viaje en automóvil al estudio, si Stewart iba a criticar a Crossfire en el aire. Karlin también escribió que la sala de escritores de The Daily Show, en ese momento, bromeaba regularmente de forma despectiva sobre Crossfire.

### Al aire

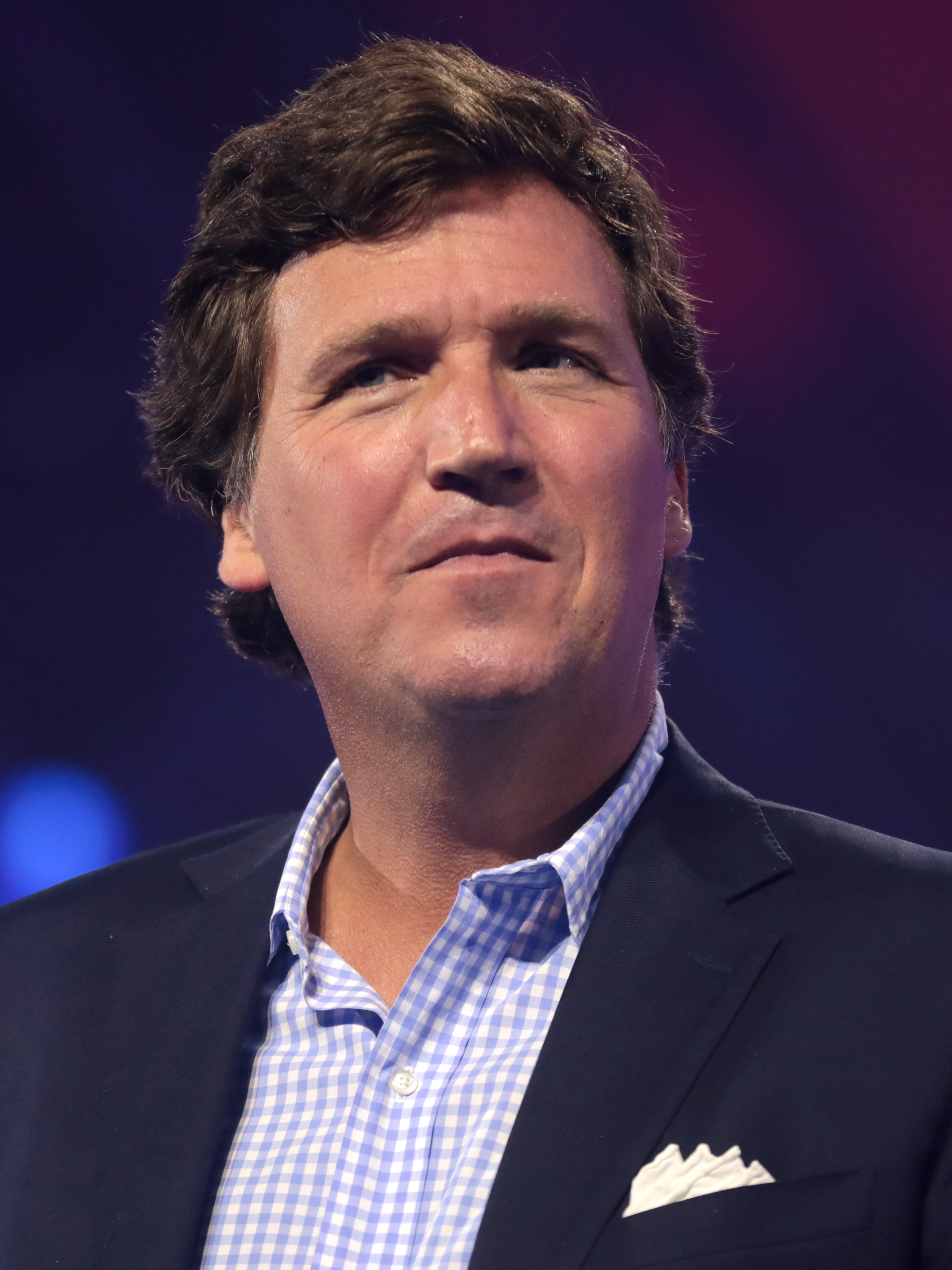
Tucker Carlson.

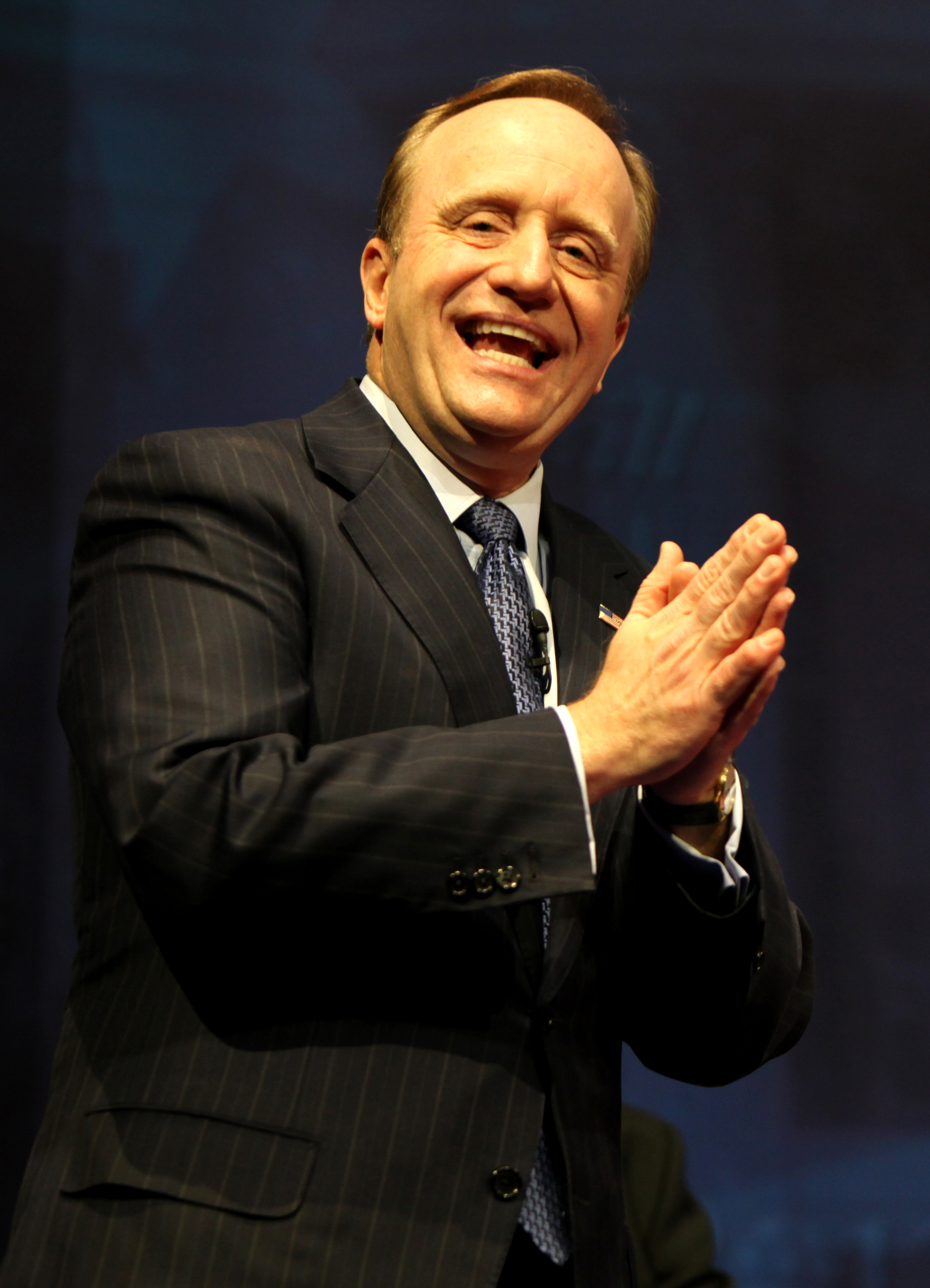
Paul Begala.

Stewart tuvo palabras cáusticas para el programa, retratándolo como un lugar donde «mercenarios partidistas» tomaron temas matizados y los convirtieron en intercambios de temas de conversación de dos lados. Con respecto al punto de Stewart de que el programa estaba, como él dijo, «haciendo daño a Estados Unidos», Begala respondió que Crossfire era por diseño un programa de debate; Stewart respondió a su vez que tal afirmación era «como decir que la lucha libre profesional es un espectáculo sobre la competencia atlética». Carlson respondió, destacando una entrevista reciente de Stewart con John Kerry (entonces el candidato demócrata a la presidencia) con lo que Carlson consideró preguntas suaves, como «¿es difícil no tomar los ataques como algo personal?». Stewart objetó, destacando su papel como satírico más que como periodista.
La crítica de Stewart al programa incluyó varios intercambios personales entre él y Tucker Carlson, con Begala intentando mediar. En el intercambio final antes de una pausa comercial, Carlson comentó que pensaba que Stewart era «más divertido en su programa, solo mi opinión». Stewart respondió: «¿Sin embargo, sabes lo que es interesante? Eres tan idiota en tu programa como lo eres en cualquier programa».

### Después del segmento
Paul Begala, al escribir un artículo de opinión para CNN en 2015, recordó que después de que terminó el segmento, Stewart fue detrás del escenario con él (junto con un productor ejecutivo de cada uno de sus programas) para continuar con más calma la discusión de las críticas que Stewart había tratado de hacer al aire. Begala dijo que estaba de acuerdo con algunos de esos puntos, pero desafió su visión alternativa.

## Secuelas

### Reacción
El segmento entró rápidamente en circulación amplia: ese episodio de Crossfire superó la audiencia promedio del mes anterior en más de 250 000, para un total de 867 000 espectadores en el aire. Además, las transcripciones y los clips del episodio se difundieron ampliamente en Internet, que Michael Schaffer de Politico señala que son anteriores al surgimiento de gigantes de las redes sociales posteriores como YouTube. Escribiendo para NPR en 2006, Paul Boutin contó el segmento como uno de los clips virales que ayudaron a YouTube a ganar popularidad en su primer año. En 2022, Gordon Devin de The Atlantic lo calificó como «uno de los primeros videos políticos verdaderamente virales de este siglo».
Gordon Devin luego llamó a Stewart «el campeón por nocaut en el primer asalto». Algunos análisis sostuvieron que el segmento reflejaba la independencia de Stewart del lugar de Crossfire en el ecosistema de los medios, un lugar que servía como parte del sistema político que Stewart criticaba en su conjunto, explicando así parte de la indignación de Carlson. En un análisis de 2023, Michael Schaffer argumentó que las cámaras de eco de acuerdo partidista reemplazaron el desacuerdo partidista de Crossfire para peor.

### Impacto
El 5 de enero de 2005, el presidente de CNN, Jon Klein, anunció que la cadena había cortado los lazos con Tucker Carlson y cancelaría Crossfire. Klein citó explícitamente las críticas al aire de Stewart a Crossfire como un factor en la decisión de la cadena y comentó: «Estoy totalmente de acuerdo con la premisa general de Jon». Los comentaristas difieren con respecto al impacto de Stewart en la desaparición del programa, pero en general están de acuerdo en que jugó un papel. El propio Stewart se atribuyó el mérito y bromeó en su programa: «No tenía idea de que si querías cancelar un programa, todo lo que tenías que hacer era decirlo en voz alta».
El incidente fue considerado un momento decisivo en la carrera televisiva de Jon Stewart. Como lo describió Gordon Devin, Stewart fue catapultado «a una posición de influencia política y superestrellato que pocos cómicos en Estados Unidos han alcanzado»; Los escritores de The New York Times estuvieron de acuerdo, reflejando que el segmento y su reacción «solidificaron el estatus del Sr. Stewart como el crítico más destacado de las noticias por cable». Stewart se convertiría en un punto focal para los demócratas en los años restantes de la administración Bush.
Algunos en la prensa especulan que el incidente humilló a Carlson para que cambiara su personalidad y ganara prominencia en las noticias por cable, pasando a presentar un programa que superó a The Daily Show en ratings. Los intercambios entre Carlson y Stewart en las décadas posteriores al segmento llevaron a los comentaristas a concluir que Carlson todavía estaba dolido por ello, y periódicamente ha sido recordado y compartido con las apariciones de Carlson en el ciclo de noticias, incluso cuando fue despedido de Fox News.
En cuanto a Paul Begala, su papel en el incidente se ha olvidado en gran medida, y los medios contemporáneos enfatizan la disputa entre Stewart y Carlson.

### Reflexiones
| Jon Stewart | Twitter |
| @jonstewart |         |

I called Tucker Carlson a dick on National television. It's high time I apologize...to dicks. Never should have lumped you in with that terrible terrible person.
[Llamé idiota a Tucker Carlson en la televisión nacional. Ya es hora de que me disculpe... con los idiotas. Nunca debí haberles agrupado con esa terrible, terrible persona.]
         

        11 de marzo de 2021

Paul Begala le dijo más tarde a The New York Times que «funcionó para [Stewart]. En mi vida, no está en mi lista Top 100 de días malos». En su artículo de opinión para CNN, repitió su declaración desde la parte superior del segmento de que Stewart «es tanto el hombre divertido más inteligente de la televisión como el hombre inteligente más divertido de la televisión».
Stewart le dijo a The Washington Post más tarde ese octubre que «probablemente debería haber sido más delicado», pero defendió su afirmación original sobre Crossfire. El productor ejecutivo de Daily Show, Ben Karlin, dijo en 2015 que Stewart se sentía mal por la forma en que había ocurrido el segmento. En 2021, Stewart emitió una disculpa sarcástica a Carlson en Twitter, en medio de una controversia sobre los comentarios que Carlson había hecho en su programa.